# 6784 Bogatikov
6784 Bogatikov este un asteroid din centura principală de asteroizi.

## Descriere
6784 Bogatikov este un asteroid din centura principală de asteroizi. A fost descoperit pe 28 octombrie 1990 la Observatorul astrofizic din Crimeea de Liudmila Cernîh. El prezintă o orbită caracterizată de o semiaxă mare de 2,80 ua, o excentricitate de 0,11 și o înclinație de 5,1° în raport cu ecliptica.